# NGC 2683
إن جي سي 2683 مجرة لولبية وحيدة في الفضاء لاتنتمي لعنقود مجري. تقع هذة المجرة في اتجاه كوكبة الوشق اكتشفها ويليام هيرشل في 5 فبراير عام 1788 ويطلق عليها UFO مجرة الغرباء 
أو مجرة الأجسام الطائرة غير المعروفة . أطلق هذا الاسم من قبل مرصد AMPO المرصد الفلكي التذكاري لرواد الفضاء، وذلك بسبب موقع الأرض في الفضاء فأن المجرة تشاهد من طرفها
مما يعطيها شكل السفينة الفضائية الواردة في روايات الخيال العلمي الكلاسيكية.
كما تبدو في الصورة من منظر جانبي على خلفية من المجرات السحيقة المبعثرة في الفضاء. يمتزج الضوء الأحمر المنبعث من عدد هائل من النجوم الصفراء العتيقة ليكوَّن اللب المجري اللامع. يقوم نور النجوم باضاءة الغاز المتداخل والغبار على طول الأذرع الحلزونية الملتوية تتخللها توهجات زرقاء صادرة عن الحشود النجمية الشابة في مناطق تكون النجوم بالمجرة.
تقع مجرة إن جي سي 2683 على بعد بين 16 و25 مليون سنة ضوئية. انها تبتعد عن الأرض بنحو 410 كم / ثانية (250 ميل / ثانية)، وبسرعة 375 كم/ثانية من مركز المجرة

## إقراء أيضا
- الوشق (كوكبة)
- قائمة مجرات المجموعة المحلية
- إن جي سي 2419